# Hulice
Hulice település Csehországban, a Benešovi járásban. Hulice Horka II, Soutice, Keblov, Trhový Štěpánov, Zruč nad Sázavou és Bernartice településekkel határos. Lakosainak száma 282 fő (2024. január 1.).

## Népesség
A település lakosságának változását az alábbi diagram mutatja:
| Lakosok száma | 392  | 462  | 479  | 309  | 321  | 299  | 287  | 294  | 281  | 282  |
|               | 1869 | 1890 | 1921 | 1950 | 1980 | 2001 | 2017 | 2019 | 2022 | 2024 |